# Witany (okręg uciański)
Witany (lit. Vytėnai) – opuszczona wieś na Litwie leżąca nad rzeką Birwitą, 6 km od Twerecza.

## Historia
W 1784 roku wieś leżała w parafii w Twereczu i należała do Benedyktynek Konwentu Wileńskiego.
Wieś została opisana w Słowniku geograficznym Królestwa Polskiego. Z opisu wynika, że w 1893 roku leżała w okręgu wiejskim i gminie Twerecz, w powiecie święciańskim guberni wileńskiej Imperium Rosyjskiego. W 4 domach mieszkało tu 48 mieszkańców, katolików (w 1865 roku 18 dusz rewizyjnych). Była to wieś włościańska i należała do dóbr skarbowych Dzisna. Według Słownika wieś leżała nad jeziorem Orżwieta (Orszweta), mimo że było od niego oddalone 3 km.
W okresie międzywojennym wieś leżała w granicach II Rzeczypospolitej w gminie wiejskiej Twerecz, w powiecie święciańskim, w województwie wileńskim.